# Българско училище в Мьонхенгладбах
Българското училище в Мьонхенгладбах (на немски: Bulgarische Schule in Mönchengladbach) е училище на българската общност в град Мьонхенгладбах, провинция Северен Рейн-Вестфалия, Германия. Създадено е през 2015 г. То функционира към Немско-българското културно дружество „Еделвайс“. Училището си поставя за цел да съхранява максимално българския език и писменост, както и българските традиции и култура. Провеждат се занятия за деца от 4 до 12 години, веднъж седмично в събота. Признато е от Министерството на образованието и науката на България в направление „Български език и литература“ и има право да издава удостоверения за завършен курс на обучение. През учебната 2024/2025 г. в училището се обучават над 40 деца.